# نابد
نابد یا ناود (یونانی: Ναβέδης Nabédēs)، یکی از فرماندهان نظامی ساسانی در زمان حکومت خسرو انوشیروان (حک. ۵۳۱–۵۷۹) و از فرماندهان قوای ساسانی در جنگ لازستان بود. نام او به‌عنوان سپهسالار نصیبین ثبت شده است که با رومی‌ها در نبردی در جریان حمله بلیزاریوس به بین‌النهرین در سال ۵۴۱ میلادی درگیر شد. به‌گفته رومیان نابد «نخستین در میان ایرانیان از لحاظ جلال و شوکت» پس از خود خسرو انوشیروان بود. در سال ۵۴۳ میلادی، نابد و نیروهای انبوهش حمله بزرگ بیزانس به ارمنستان را در شبیخونی در آنگلون شکست دادند. طی جنگ لازستان، او در سال ۵۵۰ میلادی حمله‌ای انجام داد، به اباسگیا رسید و همسر اپسیتس لازستان را به گروگان گرفت.